# Carl Lillie
Carl Lillie af Aspenäs, född 6 april 1683, död 9 juni 1749 på Näs i Bjurbäcks socken, var en svensk militär.
Carl Lillie var son till kapten Bengt Lillie af Aspenäs och Märta Kafle. Han var student vid Lunds universitet, blev volontär vid Älvsborgs regemente i april 1700, förare där i juni samma år och sergeant 1701. Lille blev fänrik 1703, löjtnant 1704, kapten vid Jönköpings regemente 1709 och major vid sammansatta svenska bataljonen 1714. Han blev major vid Jönköpings regemente 1715 och deltog bland i Fredrikshalds belägring och stormningen av skansen Gyldenløve. År 1720 blev Lillie överstelöjtnant vid Jönköpings regemente och han kommenderade en tid Dalregementet samt en tid Närkes och Värmlands regemente. Åren 1745–1749 var han överste och chef för Västgöta-Dals regemente. Lillie blev 1748 riddare av Svärdsorden.